# Juan Carlos Orellana
Juan Carlos Orellana (Santiago, 21 juni 1955 – 10 november 2022) was een Chileens voetballer 
, die gedurende zijn carrière speelde als linkervleugelspits. Hij kwam uit voor Colo-Colo, Club Green Cross en CD O'Higgins.

## Interlandcarrière
Orellana speelde elf officiële interlands voor Chili, en scoorde vier keer voor de nationale ploeg in de periode 1977-1983. Hij maakte zijn debuut in de vriendschappelijke thuiswedstrijd tegen Paraguay (4-0) op 26 januari 1977. Hij nam met Chili deel aan de Copa América 1983.

## Erelijst
Colo-Colo
- Primera División de Chile

1979
- Copa Chile

1974